# القرن 19 ق م

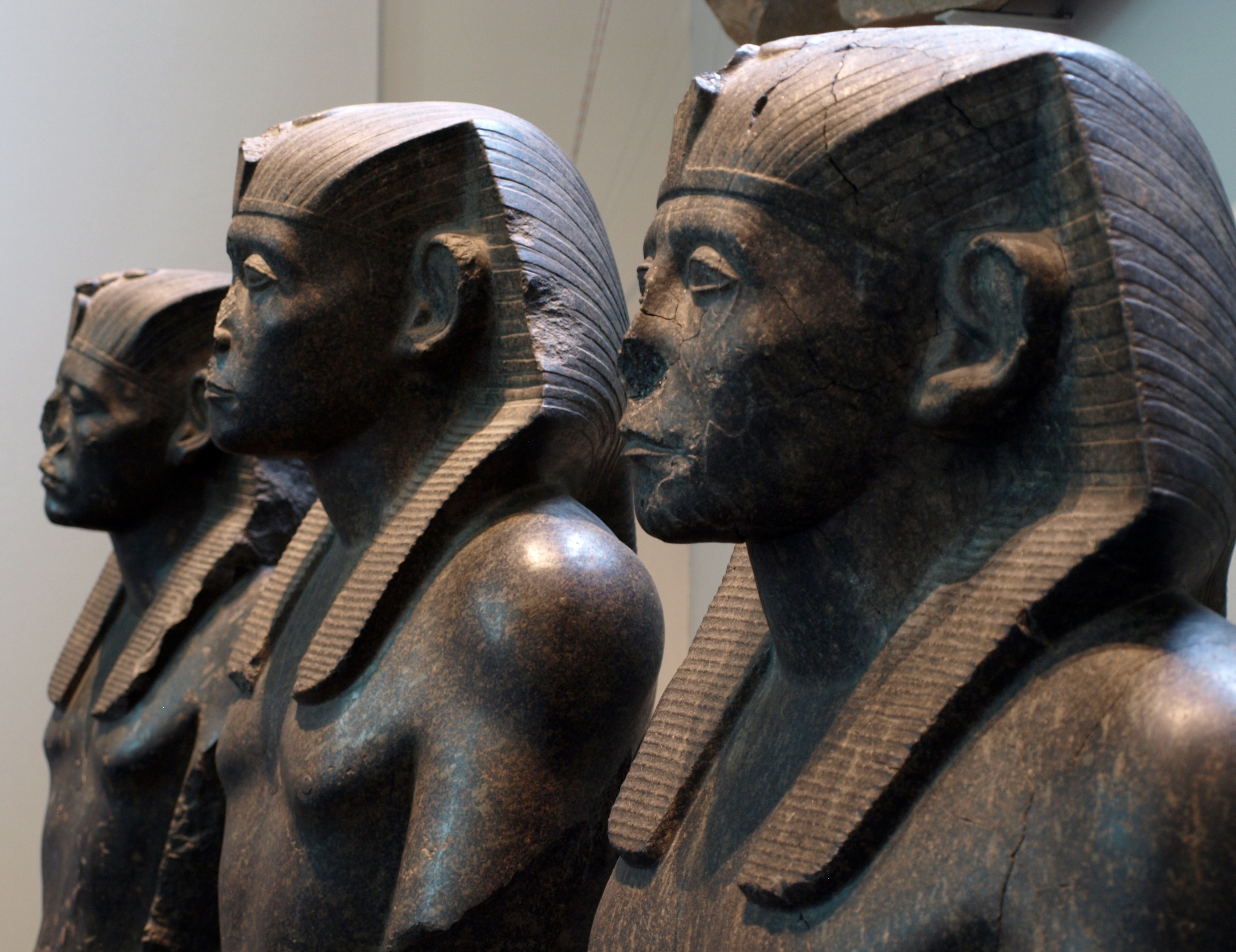
ثلاثة تماثيل من الغرانيت الأسود، للفرعون سيسوتريس الثالث، منذ عهد الأسرة الثانية عشر، حوالي عام 1850 ق.م

قرن 29 ق.م هو قرن امتد من العام 1900 ق. م إلى العام 1801 ق.م.

## شخصيات من القرن 19 عشر قبل الميلاد
- أمنمحات الثالث:(حوالي. 1860 ق.م.-1814 ق.م.) كان من سادس فراعنة الأسرة الثانية عشر. حكم من 1860 ق.م. حتى 1814 ق.م.، ويعتبر أعظم فراعنة الدولة الوسطى. وربما كان قد شارك في الحكم مع والده، سيزوستريس الثالث، لمدة 20 سنة قبل ارتقائه الحكم.
- الملكة سوبك نفرو ابنه الملك امنمحات الثالث.